# 莫蘭維爾鎮區 (明尼蘇達州羅索縣)
莫蘭維爾鎮區（英語：Moranville Township）是位於美國明尼蘇達州羅索縣的一個行政鎮區。

## 地方資料
莫蘭維爾鎮區的面積為91.85平方千米，皆為陸地。根據2020年美國人口普查的數據，當地共有人口56人，而人口密度為每平方千米0.61人。